# 南雄市
南雄市（なんゆうし）は中華人民共和国広東省韶関市に位置する県級市。

## 地理
南雄市は広東省東北部、大庾嶺の南側に江西省及び湖南省に隣接し、古より嶺南地区と中原の交通の要所として繁栄した。

## 歴史
南雄に初めて県が設置されたのは漢に南野県が設置されたのが始まりである。三国時代は呉により廬陵郡の管轄となった。684年（光宅元年）、唐によりこの地に湞昌県を設置、その後南漢により雄州、宋代には南雄州と改称された。
中華民国が成立すると南雄県が設置され、中華人民共和国成立後もその名称が踏襲されたが、1996年に県級市に昇格し現在に至っている。

## 行政区画
1街道、17鎮を管轄する
- 街道
  - 雄州街道
- 鎮
  - 烏逕鎮、界址鎮、坪田鎮、黄坑鎮、鄧坊鎮、油山鎮、南畝鎮、水口鎮、江頭鎮、湖口鎮、珠璣鎮、主田鎮、古市鎮、全安鎮、百順鎮、瀾河鎮、帽子峰鎮

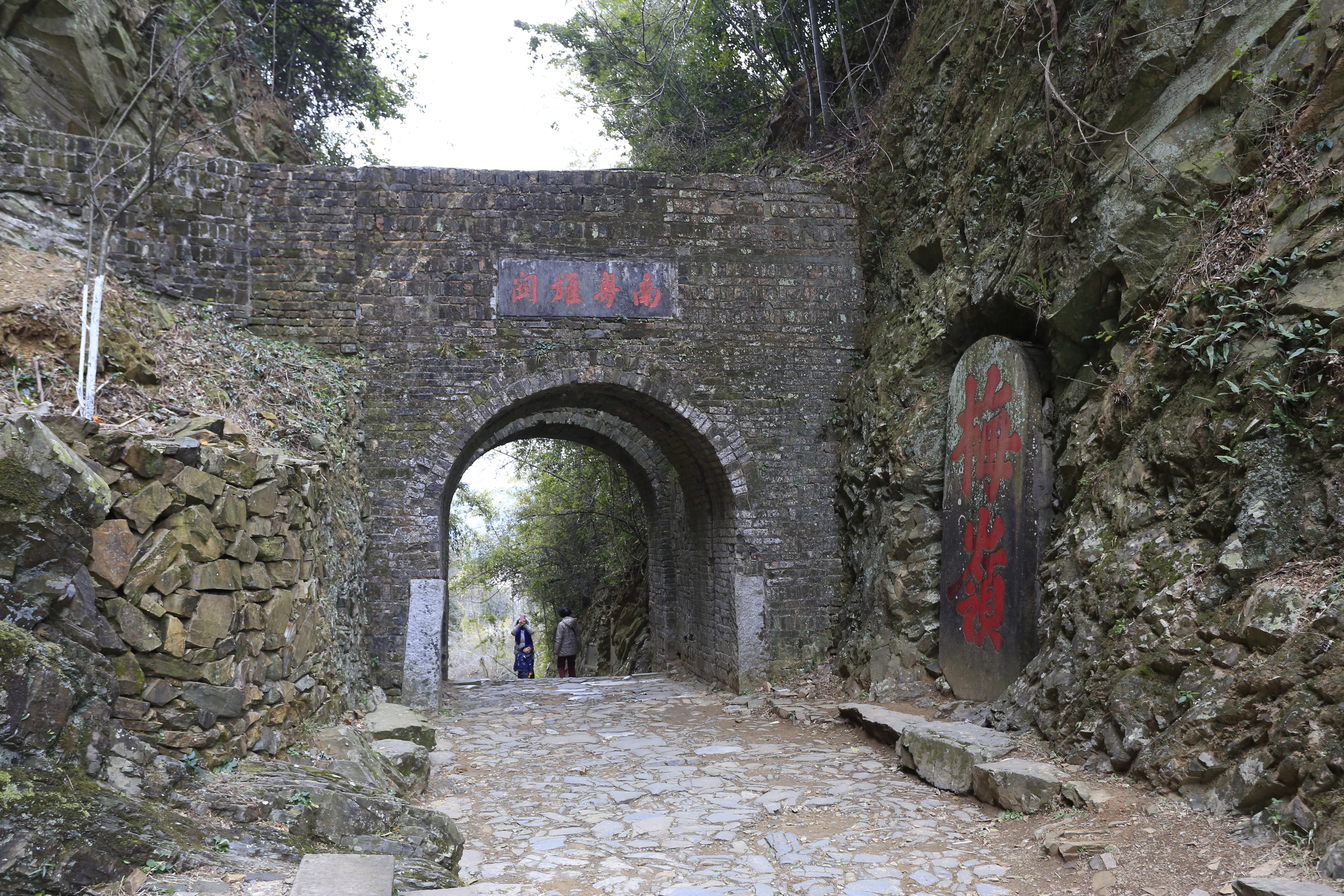
江西省贛州市大余県から見る梅関。関門の向こう側は南雄市